# الكسندر هيوز
الكسندر هيوز (بالإنجليزية: Alexander Hughes)‏ (2 يوليو 1907 في المملكة المتحدة - 1 أغسطس 1977) هو لاعب كرة قدم بريطاني في مركز الدفاع. لعب مع نادي بيرنلي وهارت أوف ميدلوثيان وأكرينجتون ستانلي ‏.

## وصلات خارجية
- الكسندر هيوز على موقع قاعدة بيانات كرة القدم.إي يو (الإنجليزية)